# Bucnewe
Bucnewe (ukr. Буцневе, hist. pol. Bucniowa) – wieś na Ukrainie, w obwodzie chmielnickim, w rejonie chmielnickim, hromadzie derażniańskiej.
Do 2020 r. wchodziła w skład rejonu derażniańskiego.